# Thinophilus integer
Thinophilus integer är en tvåvingeart som beskrevs av Becker 1922. Thinophilus integer ingår i släktet Thinophilus och familjen styltflugor.
Artens utbredningsområde är Taiwan. Inga underarter finns listade i Catalogue of Life.